# Bozhou
Bozhou (Kinesisk skrift: 亳州市; pinyin: Bòzhōu Shì) er et bypræfektur i den nordvestlige del af den kinesiske provins Anhui.

## Administrative enheder
Bozhou består af et bydistrikt og tre amter:
- Bydistriktet Qiaocheng – 谯城区 Qiáochéng Qū ;
- Amtet Woyang – 涡阳县 Wōyáng Xiàn ;
- Amtet Mengcheng – 蒙城县 Méngchéng Xiàn ;
- Amtet Lixin – 利辛县 Lìxīn Xiàn.

## Trafik
Kinas rigsvej 105 går gennem byen. Denne vigtige trafikåre begynder i Beijing, går sydover og ender ved kysten i Zhuhai i provinsen Guangdong. Den går gennem større byer som Tianjin, Dezhou, Jining, Shangqiu, Jiujiang, Nanchang og Guangzhou.
Kinas rigsvej 311 går gennem området. Den begynder i Xuzhou, går gennem provinsen Anhui og videre ind i Henan hvor den ender i amtet Xixia.